# Roderik
Roderik je mužské křestní jméno staroněmeckého původu. Vzniklo ze jména Hruoderich a vykládá se jako „slavný mocí, bohatstvím, slavný vládce“. Stejný význam má jméno Jaroslav. Další variantou jména je Rodrigo.
Podle italského kalendáře má svátek 15. března.

## Roderik v jiných jazycích
- Slovensky: Roderik
- Anglicky: Roderic nebo Roderick
- Francouzsky: Rodrigue nebo Rodrigues
- Italsky, španělsky: Rodrigo
- Německy: Roderich
- Rusky: Rjurik
- Polsky: Roderyk
- Maďarsky: Rodrigó

## Známí nositelé jména
- Roderick Prater – americký basketbalista